# Institut de chimie et de métallurgie
L'Institut de chimie et de métallurgie est le plus grand bâtiment de l'ensemble du Val-Benoît. Conçu par Albert Puters en 1937, il se caractérise par une architecture minimaliste et un fonctionnalisme moderne. Aujourd'hui, la SPI (Société Provinciale d'Industrialisation) en est propriétaire et l'édifice va être réhabilité principalement en parc d'activités économiques et culturelles et en logements.

## Situation
L'Institut de Chimie et de Métallurgie se situe sur le site du Val-Benoît à Sclessin, en région liégeoise (Belgique), le long de la rive gauche de la Meuse.

## Historique
L'université de Liège, fondée en 1917, va se développer en suivant la croissance urbaine de la ville. À la suite de la Première Guerre mondiale, la Faculté Technique a besoin de s'étendre. C'est le site du Val-Benoît, ancienne abbaye cistercienne qui va être choisi pour y établir les nouvelles infrastructures universitaires. Cinq ensembles sont prévus dont l'Institut de Chimie et de Métallurgie. Les travaux débutent en 1930 et le bâtiment sera inauguré le 26 novembre 1937 par Léopold III en même temps que l'institut de génie civil, le laboratoire de thermodynamique et la centrale de chauffage,.

## Description
Conçu par l'architecte Albert Puters, l'institut de chimie se caractérise par une grande simplicité. Il se développe en forme de E, le long de la rue Armand Stévart. Le bâtiment se caractérise par une architecture très fonctionnelle : les différentes zones sont clairement séparées les unes des autres d'après leur utilisation. Il regroupe les services de chimie analytique, chimie industrielle, électrochimie, physico-chimie, métallurgie et sidérurgie. Les extrémités des ailes latérales comprennent les laboratoires et l'aile principale abrite les salles de cours ainsi que les auditoires. Aucune référence aux styles historiques n'est présente, tout est conçu dans une architecture fonctionnaliste moderne qui se traduit dans la répartition des activités, la réflexion sur l'éclairage, la circulation, les liaisons fluides entre les différentes zones et la flexibilité des espaces. L'ensemble est d'une grande efficacité, lisible pour les utilisateurs et alliant harmonie, confort et simplicité. Au niveau structurel, l'édifice est composé d'une ossature métallique enrobée de béton armé, apparente à l'intérieur mais invisible en façade grâce à un parement en briques. La pierre de taille est employée pour les soubassements, les marches d'escaliers et les seuils de fenêtres, constituant de longues bandes qui accentuent l'horizontalité.

## Réhabilitation
La SPI, agence de développement économique pour la province de Liège, a racheté le site du Val Benoît afin d'y créer un pôle multifonctionnel.
L'institut de chimie-métallurgie est vendu en décembre 2014. La SPI prévoit d'y installer des entreprises de même que dans l'institut de génie civil. Des activités culturelles prendront place dans l'ancienne centrale thermoélectrique et l'institut de Mécanique accueillera peut-être un pôle d'enseignements. Pour compléter ces fonctions, de nouvelles constructions dédiées au logement viendront densifier l'îlot,.